# Hugo von Winterfeld
Hugo Hans Karl von Winterfeld (* 8. Oktober 1836 in Landsberg an der Warthe; † 4. September 1898 in Schreiberhau) war ein preußischer General der Infanterie.

## Leben
Hugo von Winterfeld entstammte dem märkischen Adelsgeschlecht Winterfeld. Er war der Sohn des preußischen Forstmeisters Ernst von Winterfeld (1793–1869) und dessen Ehefrau Luise, geborene von Waldow (1804–1863). Sein Vater war bis 1859 Herr auf Klein-Rinnersdorff.
Winterfeld besuchte das Berliner Kadettenhaus und wurde anschließend 1856 als Sekondeleutnant dem Kaiser Alexander Garde-Grenadier-Regiment Nr. 1 der Preußischen Armee überwiesen. Während des Krieges gegen Österreich kam Winterfeld 1866 in der Schlacht bei Königgrätz zum Einsatz. Nachdem er 1867 in das Topografische Büro des Großen Generalstabes versetzt worden war, erfolgte 1868 seine Beförderung zum Hauptmann. Er diente 1870/71 im Krieg gegen Frankreich, in dem er bei der Schlacht von Sedan am 2. September 1870 Kaiser Napoleon III. gefangen nahm. Danach erfolgte seine Versetzung zum Generalstab des Großen Hauptquartiers und 1872 wurde er Flügeladjutant von Kaiser Wilhelm I. sowie am 8. August Major. Schon 1871 erhielt er das Ritterkreuz I. Klasse mit Schwertern des Ordens der Württembergischen Krone, 1875 wurde ihm das Eiserne Kreuz II. Klasse verliehen. Am 31. Januar 1876 wurde er Kommandeur der Schloß-Garde-Kompanie, was als große Ehre galt.
Nach seiner Beförderung zum Oberstleutnant im Jahr 1877 wurde er 1878 mit dem Kronenorden II. Klasse ausgezeichnet. 1880 wurde Winterfeld Kommandeur des Kaiser Alexander Garde-Grenadier-Regiment Nr. 1 und als solcher 1881 zum Obersten befördert. Später war er Staatsrat für Elsass-Lothringen und befehligte dabei den Ausbau der Festung Metz. 1882 wurde ihm der Kronenorden I. Klasse verliehen. 1887 erhielt er seine Beförderung zum Generalmajor. Nachdem er zwischen 1887 und 1888 Gouverneur der Festung Mainz gewesen war, wurde er im sogenannten Dreikaiserjahr 1888 nacheinander Generaladjutant der drei deutschen Kaiser Wilhelm I., Friedrich III. und Wilhelm II. Die Ehefrau von Kaiser Friedrich, Victoria, belastete Winterfeld in ihren Briefen an ihre Mutter, Königin Victoria von Großbritannien, schwer im Hinblick auf ihr problematisches Verhältnis zur deutschen Reichsregierung.
Nach der Thronbesteigung Wilhelms II. im Sommer 1888 entsandte der neue Kaiser ihn zusammen mit Albano von Jacobi als Emissär nach London, um der Königin Viktoria die offizielle Mitteilung von seinem Regierungsantritt zu überbringen. 1889 vertrat Winterfeld den Kaiser bei der Beisetzung von Teresa Maria Cristina von Neapel-Sizilien, der letzten Kaiserin von Brasilien.
Zwischen 1890 und 1891 war er nach seiner Beförderung zum Generalleutnant Kommandeur der 20. Division in Hannover. Zuletzt war er von 1893 bis 1897 Kommandierender General des Gardekorps und erhielt in dieser Verwendung 1895 seine Beförderung zum General der Infanterie und ab 20. Mai 1896 zum Oberbefehlshaber in den Marken.
Winterfeld, der zu den am meisten dekorierten Generalen seiner Zeit gehörte, soll das Vorbild der gleichnamigen Romanfigur „Graf von Winterfeld“ in dem Roman The War in the Air von H. G. Wells sein.
Nach seinem Tode wurde er auf dem Alten St.-Matthäus-Kirchhof Berlin beigesetzt.

### Familie
Er heiratete am 11. Februar 1868 die New Yorkerin Pauline Elisa Schmidt (1839–1904). Aus der Ehe ging der Sohn Hans Karl (* 1872), Kammerherr der Kaiserin Auguste Viktoria, und die Tochter Ilse Charlotte (* 1876) hervor, die 1901 den späteren preußischen General der Infanterie Richard von Süßkind-Schwendi (1854–1946) heiratete.